# Draillant
Draillant – miejscowość i gmina we Francji, w regionie Owernia-Rodan-Alpy, w departamencie Górna Sabaudia.
Według danych na rok 2010 gminę zamieszkiwało 711 osób, a gęstość zaludnienia wynosiła 68 osób/km².